# العلاقات الأذربيجانية البوتسوانية
العلاقات الأذربيجانية البوتسوانية هي العلاقات الثنائية التي تجمع بين أذربيجان وبوتسوانا.

## مقارنة بين البلدين
هذه مقارنة عامة ومرجعية للدولتين:
| وجه المقارنة                                              | أذربيجان        | بوتسوانا                       |
| --------------------------------------------------------- | --------------- | ------------------------------ |
| المساحة (كم2)                                             | 86.60 ألف       | 581.74 ألف                     |
| عدد السكان (نسمة)                                         | 10.00 مليون     | 2.29 مليون                     |
| الكثافة السكانية (ن./كم²)                                 | 115.47          | 3.94                           |
| العاصمة                                                   | باكو            | غابورون                        |
| اللغة الرسمية                                             | اللغة الأذرية   | لغة إنجليزية                   |
| العملة                                                    | مانات أذربيجاني | بولا بوتسواني                  |
| الناتج المحلي الإجمالي (بليون دولار)                      | 40.75 مليار     | 17.41 مليار                    |
| الناتج المحلي الإجمالي (تعادل القوة الشرائية) بليون دولار | 171.56 مليار    | 35.84 مليار                    |
| الناتج المحلي الإجمالي الاسمي للفرد دولار أمريكي          | 5.50 ألف        | 6.36 ألف                       |
| الناتج المحلي الإجمالي للفرد دولار أمريكي                 | 17.52 ألف       | 16.10 ألف                      |
| مؤشر التنمية البشرية                                      | 0.751           | 0.698                          |
| رمز المكالمات الدولي                                      | +994            | +267                           |
| رمز الإنترنت                                              | .az             | .bw                            |
| المنطقة الزمنية                                           | ت ع م+04:00     | ت ع م+02:00، توقيت وسط إفريقيا |

## منظمات دولية مشتركة
يشترك البلدان في عضوية مجموعة من المنظمات الدولية، منها:
| علم المنظمة | اسم المنظمة                               | تاريخ انضمام أذربيجان | تاريخ انضمام بوتسوانا |
| ----------- | ----------------------------------------- | --------------------- | --------------------- |
|             | الاتحاد البريدي العالمي                   | ?                     | ?                     |
|             | يونسكو                                    | 3 يونيو 1992          | 16 يناير 1980         |
|             | البنك الدولي للإنشاء والتعمير             | 18 سبتمبر 1992        | 24 يوليو 1968         |
|             | وكالة ضمان الاستثمار متعدد الأطراف        | 23 سبتمبر 1992        | 15 مايو 1990          |
|             | الاتحاد الدولي للاتصالات                  | 10 أبريل 1992         | 2 أبريل 1968          |
|             | منظمة الشرطة الجنائية الدولية             | ?                     | ?                     |
|             | مؤسسة التمويل الدولية                     | 11 أكتوبر 1995        | 23 مارس 1979          |
|             | الأمم المتحدة                             | 2 مارس 1992           | 17 أكتوبر 1966        |
|             | مؤسسة التنمية الدولية                     | 31 مارس 1995          | 24 يوليو 1968         |
|             | منظمة حظر الأسلحة الكيميائية              | ?                     | ?                     |
|             | المركز الدولي لتسوية المنازعات الاستشارية | 18 أكتوبر 1992        | 14 فبراير 1970        |

## وصلات خارجية
- موقع وزارة الخارجية الأذربيجانية
- موقع وزارة الخارجية البوتسوانية